# Morenci
Morenci es una ciudad ubicada en el condado de Lenawee en el estado estadounidense de Míchigan. En el Censo de 2010 tenía una población de 2220 habitantes y una densidad poblacional de 404,31 personas por km².

## Geografía
Morenci se encuentra ubicada en las coordenadas 41°43′22″N 84°13′1″O / 41.72278, -84.21694. Según la Oficina del Censo de los Estados Unidos, Morenci tiene una superficie total de 5.49 km², de la cual 5.49 km² corresponden a tierra firme y (0%) 0 km² es agua.

## Demografía
Según el censo de 2010, había 2220 personas residiendo en Morenci. La densidad de población era de 404,31 hab./km². De los 2220 habitantes, Morenci estaba compuesto por el 96.17% blancos, el 0.99% eran afroamericanos, el 0.32% eran amerindios, el 0.32% eran asiáticos, el 0.09% eran isleños del Pacífico, el 0.68% eran de otras razas y el 1.44% pertenecían a dos o más razas. Del total de la población el 4.46% eran hispanos o latinos de cualquier raza.